# Wotho
Wotho (j. marsz: Wōtto) – zamieszkany atol na Wyspach Marshalla na Oceanie Spokojnym. Należy do łańcucha wysp Ralik Chain. Według danych za rok 2011 atol zamieszkiwało łącznie 79 osób (spadek w stosunku do 1999 roku, kiedy to liczba ta wynosiła 145), na wyspach znajdują się 23 domy. Zlokalizowane jest tu także lotnisko (kod IATA: WTO).
Atol został odkryty przez Ruy'a Lópeza de Villalobosa w 1543 lub przez kapitana Johana Eberharda von Schantza służącego pod banderą rosyjską w 1835.

## Geografia i przyroda
Wotho należy do łańcucha wysp Ralik Chain, składa się z 13 wysp (według innego źródła wysp jest 18) o łącznej powierzchni 4,33 km². Łączna powierzchnia laguny wynosi 94,92 km². W przeszłości atol określano nazwami: Kabhaia, Scantz, Schan(t)z, Shanz, Woddo i Wotto.
W 1967 r. stwierdzono występowanie na Wotho 15 gatunków ptaków, w tym 3 lęgowych (rybołówka brunatna, Anous tenuirostris, atolówka) i 7 potencjalnie lęgowych. Na atolu spotkać można następujące gatunki roślin: Cenchrus echinatus, Crinum asiaticum, Dactyloctenium aegyptium, Eleusine indicas, Eragrostis amabilis, Euphorbia hirta, Eustachys petraea, Ipomoea violacea, Mirabilis jalapa, Phyllanthus amarus, Portulaca oleracea i Pseuderanthemum carruthersii.